# Bénédicte Le Chatelier
Pour les articles homonymes, voir Le Chatelier.
Bénédicte Le Chatelier, née le 10 août 1976, est une journaliste française de télévision. 
De 2004 à juin 2024, puis à partir de juillet 2025, elle travaille sur LCI, la chaîne d'information en continu du groupe TF1.

## Biographie
Reporter pour RFO et présentatrice remplaçante à La Réunion puis en Guyane, Bénédicte Le Chatelier a coréalisé aussi un documentaire sur la Shoah, Les Enfants du secret. 
Elle travaille  pendant quatre ans à Eurosport France, où elle présente les journaux et différentes émissions.
En 2004, elle entre LCI, chaîne d'information en continu appartenant, tout comme Eurosport, au groupe TF1, pour présenter des magazines de sport mais aussi des journaux dans la matinale en remplacement de Mélissa Theuriau. Elle présente LCI Matin week-end, sur cette même chaîne, du vendredi au dimanche de 6 h à 10 h.  
À partir de septembre 2008, elle présente les éditions du soir, du lundi au jeudi. 
En septembre 2011, Bénédicte Le Chatelier présente  le 12-14 en compagnie de Jean-François Rabilloud tout en continuant de présenter Le Buzz puis seule depuis 2012. Katherine Cooley lui succède à LCI Soir. En septembre 2013, elle remplace Carole Rousseau dans la présentation de C'est quoi l'amour ? sur NT1.
En décembre 2016, elle devient le joker d'Yves Calvi à la présentation de l'émission 24 heures en questions de 18 h à 20 h sur LCI. 
Elle anime également sur la même chaîne l’émission d’info et de débats Le Club Le Chatelier.
Le 27 juin 2024, elle annonce après la fin de son émission Le Club le Chatelier qu'elle quitte LCI après 20 ans passés sur la chaine.
Elle réapparait sur LCI le 4 novembre 2024, à la tête du Club Info (15-17h) jusqu'au jeudi 7 novembre, puis une autre semaine en février 2025.
A l'été 2025, pour son retour en tant que salariée de LCI, elle présente Face à Bénédicte Le Chatelier et 22H Le Chatelier, le vendredi et samedi de 20h à minuit sur LCI. 
À partir de la rentrée 2025, elle est à la tête du 15-18h tous les samedis et dimanches sur LCI.

### Vie privée
Bénédicte Le Chatelier est la mère de deux filles, nées en 2007 et 2010.